# Ban Chỉ huy quân sự, Quân đội nhân dân Việt Nam
Ban Chỉ huy Quân sự cấp huyện là một tổ chức quân sự thuộc Quân đội nhân dân Việt Nam tương đương cấp Trung đoàn, trước kia được đọc tắt là Quận Đội / Huyện Đội, có chức năng tham mưu cho Đảng bộ cấp huyện, Hội đồng nhân dân, Ủy ban nhân dân cấp huyện lãnh đạo, chỉ đạo trực tiếp công tác quốc phòng, quân sự địa phương trên địa bàn và trực tiếp chỉ huy, chỉ đạo các lực lượng vũ trang địa phương trên các mặt xây dựng và hoạt động tác chiến.

## Lãnh đạo chung
- Bí thư Đảng bộ cấp huyện là Bí thư Đảng ủy quân sự huyện.
- Chỉ huy trưởng: 01 người, Thượng tá (nhóm 8), là Ủy viên Ban Thường Vụ Huyện ủy, Phó Bí thư Đảng ủy Quân sự huyện.
- Chính trị viên: 01 người, Thượng tá (nhóm 8), thường là Huyện ủy viên, Phó Bí thư Thường trực Đảng ủy Quân sự huyện.
- Phó Chỉ huy trưởng kiêm Tham mưu trưởng: 01 người, Trung tá (nhóm 9), thường là Ủy viên Thường vụ Đảng ủy Quân sự huyện.
- Phó Chỉ huy trưởng Động viên: 01 người, Trung tá (nhóm 9), thường là Ủy viên Đảng ủy Quân sự huyện.
- Chính trị viên phó kiêm Chủ nhiệm Chính trị: 01 người, Trung tá (nhóm 9), Ủy viên Đảng ủy Quân sự huyện.

## Tổ chức chung
- Ban Tham mưu.
- Ban Chính trị.
- Ban Hậu cần - Kĩ thuật.
- Ban Động viên.
- Tiểu đoàn khung Dự bị động viên.
- Các Phường đội/Xã đội trực thuộc.
- Tổng quân số thời bình của Ban Chỉ huy quân sự huyện dao động từ 40-60 người, hầu hết là Sĩ quan và Quân nhân chuyên nghiệp. Trong thời chiến, tùy theo tình hình chiến sự, mỗi huyện có biên chế 2-3 tiểu đoàn bộ binh, thậm chí có thể biên chế 1 Trung đoàn bộ binh.